# Scaphyglottis bicornis
Scaphyglottis bicornis är en orkidéart som först beskrevs av John Lindley, och fick sitt nu gällande namn av Leslie Andrew Garay. Scaphyglottis bicornis ingår i släktet Scaphyglottis och familjen orkidéer.
Artens utbredningsområde är Colombia. Inga underarter finns listade i Catalogue of Life.